# İmranlı (stad)
İmranlı is een stadje in het midden van Turkije, gelegen in het gelijknamige district in de provincie Sivas. Het plaatsje is gelegen aan de rivier de Kızılırmak die een aantal kilometers oostelijker ontspringt. Achter het dorp bevindt zich een stuwdam waar de Kızılırmak in- en uitstroomt. De populatie van het dorp bedraagt 6.600 inwoners (2005).